# Pachygnatha quadrimaculata
Pachygnatha quadrimaculata är en spindelart som först beskrevs av Friedrich Wilhelm Bösenberg och Embrik Strand 1906.  Pachygnatha quadrimaculata ingår i släktet Pachygnatha och familjen käkspindlar. Inga underarter finns listade i Catalogue of Life.